# De virkningsfulde Tabletter
De virkningsfulde Tabletter eller Kvindelist er en dansk stum romantisk komediefilm fra 1911 produceret af Nordisk Films Kompagni og instrueret af Eduard Schnedler-Sørensen  efter manuskript af Ludvig Jensen.
Filmen blev i tysktalende lande distribueret som Frauenlist, i engelsktalende lande som A Woman's Wit og i fransktalende lande som Ruse de Femme.

## Handling
Dirktør Bjerres hustru er smuk, men også meget ødsel. En dag kommer hun med en overdådig hat, som hun beder direktør Bjerre om at betale. Men han bliver vred og nægter at betaler for den slags luksus. Hustruen foregiver at besvime for at blødgøre manden, men uden held. Hustruen søger i stedet råd hos den gamle huslæge, professor Storm. Professoren indvilliger i at hjælpe fra Bjerre, og han indvier hende i hans lille plan. Professor Bjerre besøger direktør Bjerre, der beklager sig over sin hustrus ødselhed, men professoren forklarer, at han kan skrive en recept på nogle vidundertabletter, der har en forunderlig virkning på uøkonomiske kvinder. Direktør Bjerre får købt pillerne på det nærmeste apotek, og da han vender tilbage, får han fru Bjerre til at spise pillerne, der spiser dem med velbehag. Allerede næste dag kan han se virkningen, da fru Bjerre han lagt sin dyre kjole væk, og i stedet er klædt i en beskeden bomuldskjole. 
Direktør Bjerre skal kort efter på en forretningsrejse, og han køber forinden en stor æske med piller til hustruen. Men det skulle han ikke have gjort, for da han kommer tilbage og hentes af hustruen på banegården ser han, at hun er klædt i en hullet, tarvelig kjole og en lille karpothat ovenpå det glatskrabede hår. Han har svært ved at tro, at det skulle være hans smukke hustru, som han er så forelsket i. På vej hjem møder de flere af direktørens bekendte, der heller ikke tror deres egne øjne over synet af den tarveligt klædte kvinde. 
Direktør Bjerre ringer straks til professoren for hjælp. Professoren fortæller, at han kan udskrive en recept på nogle piller som modgift, og direktør Bjerre får fluks hentet "modgiften" på apoteket. Imens har professoren ringet til fru Bjerre og underrettet om, hvad der forestår, og da direktør Bjerre kommer hjem med de nye piller, spiser fru Bjerre pillerne, og øjeblikkelig sætter fru Bjerre håret kunstfærdigt op og ifører sig sin smukkeste kjole og den store hat. Da direktøren ser forvandlingen, er han så præpareret, at han straks betaler for hatten, og giver endog hustruen et kys i tilgift.

## Medvirkende
- Carl Alstrup, Direktør Bjerre
- Frederik Jacobsen, Professor Storm, huslæge
- Karen Poulsen, Elna Bjerre